# Pindar
Pindar is een plaats in de regio Mid West in West-Australië.

## Geschiedenis
In 1898 opende de spoorweg tussen Mullewa en Cue. Pindar was oorspronkelijk een nevenspoor ('siding') langs die spoorweg. Een jaar na de opening reserveerde de West-Australische overheid er een locatie voor een dorp. Pindar werd in 1901 officieel gesticht. Het dorp werd vernoemd naar een nabijgelegen waterbron. De naam is Aborigines van oorsprong maar de betekenis ervan is niet gekend.
Het Pindar Hotel zou in 1905 zijn gebouwd maar kreeg pas in maart 1908 een vergunning. Het hotel sloot in 1975 de deuren. In 1994 werd het een Bed and Breakfast en later een theehuis.
Pindar was lang een verzamel- en ophaalpunt voor de oogst van de in de streek bij de Co-operative Bulk Handling Group aangesloten graanproducenten.

## Beschrijving
Mindar maakt deel uit van het lokale bestuursgebied (LGA) City of Greater Geraldton, waarvan Geraldton de hoofdplaats is.
In 2021 telde Pindar 13 inwoners.

## Ligging
Pindar ligt langs de 'Geraldton-Mount Magnet Road' die de North West Coastal Highway met de Great Northern Highway verbindt, ongeveer 444 kilometer ten noorden van de West-Australische hoofdstad Perth, 213 kilometer ten westzuidwesten van Mount Magnet en 128 kilometer ten oostnoordoosten van Geraldton.
De spoorweg die Pindar met Mullewa verbindt, en deel uitmaakt van het goederenspoorwegnetwerk van Arc Infrastructure, is niet meer in gebruik.